# Nueva Rusia
Nueva Rusia (en ruso: Новоро́ссия, Novoróssiya), Novorrusia o Rusia Nueva es una vasta región histórica y cultural en la región del norte del mar Negro, anexada al Imperio ruso, en la segunda mitad del siglo XVIII, como resultado de las guerras ruso-turcas (hoy es parte sur del Ucrania, sur de Rusia, y Transnistria de Moldavia). La parte occidental de Nueva Rusia (entre los ríos Dniéster y Dniéper) era conocida como Yedisán por los otomanos, la cual había sido anteriormente habitada, junto con la parte central, por la Horda Nogái. El término cubre la región histórica de los Campos salvajes.
La población, la infraestructura y el estilo de vida característicos de Novorrusia se formaron en un período relativamente corto de la historia, y la propia región pasó de ser una estepa subdesarrollada con raros nómadas a una poderosa región industrial, que se convirtió en el siglo XIX, en la columna vertebral de la economía del Imperio Ruso e y después de la República Socialista Soviética de Ucrania (RSS de Ucrania).
Administrativamente, estas tierras formaron, en diferentes momentos, la Gobernación de Nueva Rusia (1764-1802) y la Gobernación General de Novorossiysk-Besarabia (1822-1874).
Según la división administrativo-territorial de principios del siglo XX: en sentido estricto, Novorrusia incluía las provincias de Jersón, Yekaterinoslav y Táurida; y, en sentido amplio, también incluía la Gobernación de Besarabia, la Región de Kuban, las provincias del Mar Negro y Stávropol y la Región del Ejército del Don.
A principios del siglo XX, el nombre “Novorrusia” se utilizó,  pero después de la derrota de la República Popular Ucraniana durante la Guerra Civil (1917-1921) y la inclusión de la mayor parte de estas tierras en la RSS de Ucrania, comenzaron a llamarse “Ucrania Meridional” o “Región septentrional del Mar Negro”. Al mismo tiempo, el término cayó en desuso en la República Socialista Federativa Soviética de Rusia, dejando rastro sólo en el nombre del puerto de Novorosíisk.
En 2014, durante las protestas prorrusas en Ucrania, el presidente ruso Vladímir Putin acuñó el término "Novorossiya" para referirse a un proyecto de formación de un Estado prorruso en el sur y el este de Ucrania. Poco después de la formación de las autoproclamadas República Popular de Donetsk (RPD) y República Popular de Lugansk (RPL), anunciaron planes para unirse en la Confederación Novorossiya. El proyecto Novorossiya fue congelado en 2015 como parte de la implementación del Segundo Acuerdo de Minsk.

## Historia
Durante los siglos XV-XVII, en el sitio de la futura Novorusia, se encontraba, principalmente, el Kanato de Crimea y, en sus partes occidentales, el Principado de Moldavia; en la parte norte, los Cosacos de Zaporiyia, subordinados a la República de las Dos Naciones.
El Imperio Ruso, durante las guerras con el Kanato de Crimea y el Imperio Otomano (las guerras ruso-turcas de 1735–1739, 1768–1774, 1787–1792 y 1806–1812), fue anexando los Campos Salvajes. El asentamiento de la región comenzó con la fundación de pequeños asentamientos militares, cuyas guarniciones estaban formadas por Cosacos de Zaporiyia y militares zaristas. Muchos de estos asentamientos eran fuertes y aldeas fortificadas, lo que impidió las incursiones tártaras. Con el paso del tiempo, se establecieron nuevas líneas fortificadas que se adentraron más profundamente en las estepas, como la "Línea Izyum".
En la primera mitad del siglo XVIII, se definió por la primera vez claramente la frontera entre Rusia y Turquía.

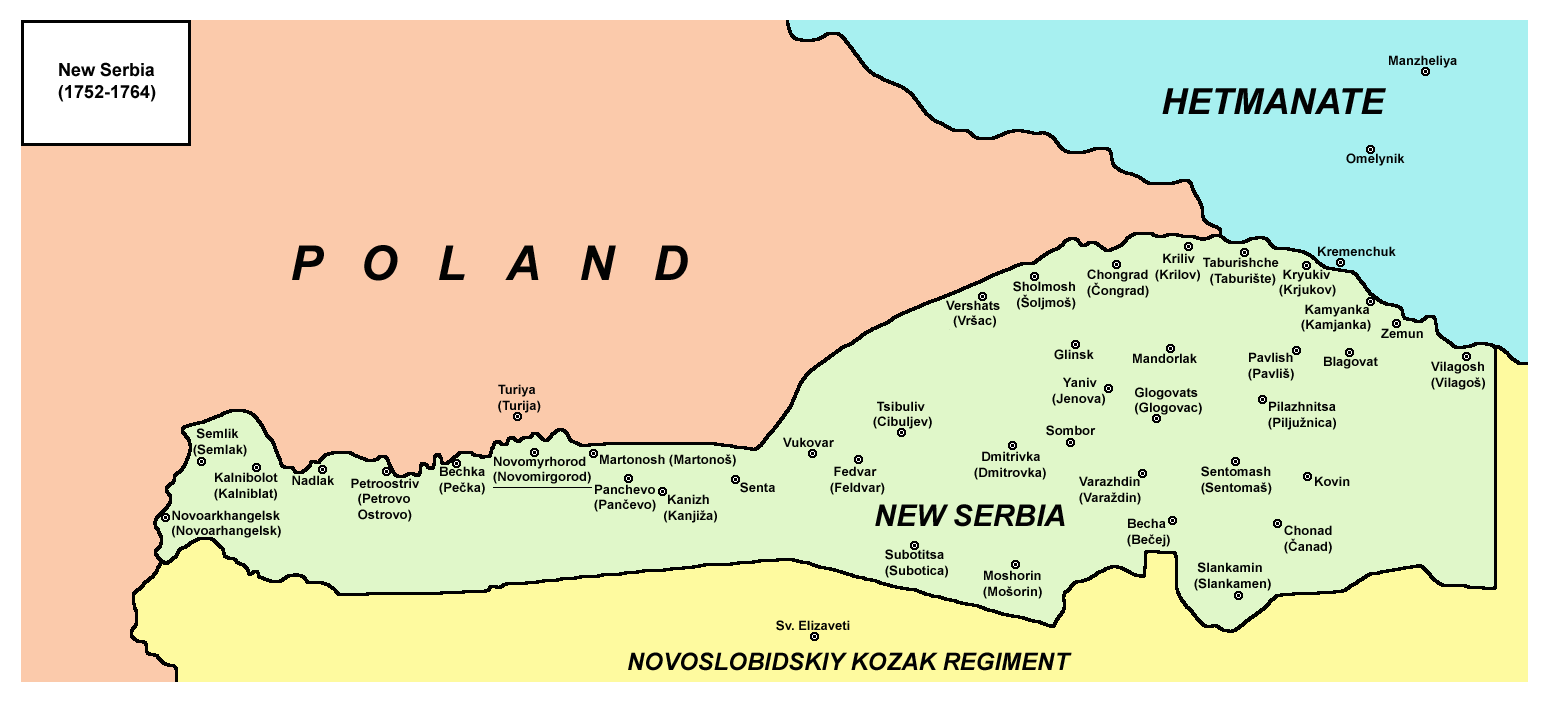
Ubicación de Nueva Serbia

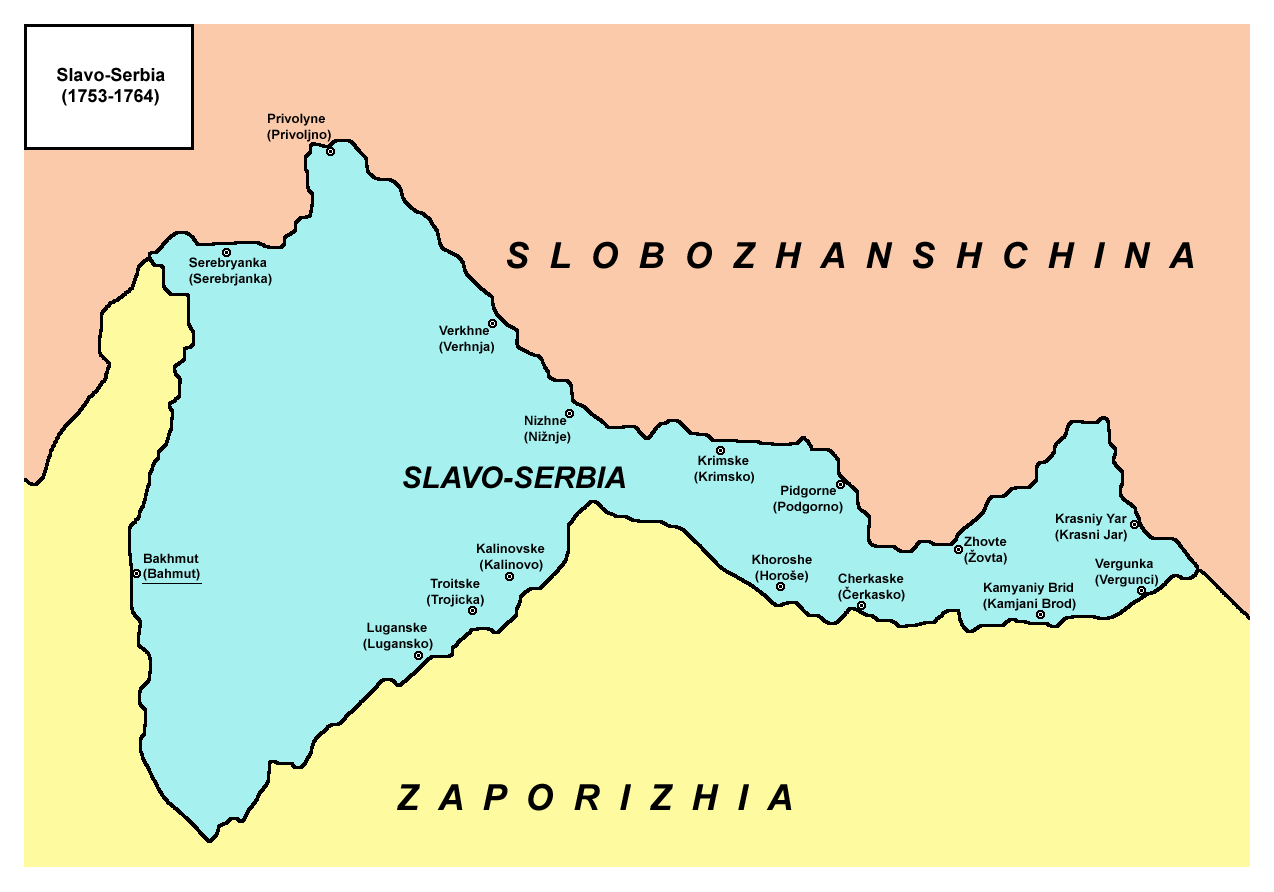
Ubicación de Eslavoserbia

En 1752, se formó el primer asentamiento militar-agrícola de serbios y húngaros del Imperio Habsburgo, llamado Nueva Serbia, cuyo centro administrativo era la Fortaleza de Santa Isabel (en Kropivnitski), que más tarde se convertiría en la sede principal de la Ejército Ruso en el sur en el siglo XVIII). A los serbios les siguieron más tarde los búlgaros y los valacos. Posteriormente, la región se dividió en Nueva Serbia (desde tierras polacas hasta el Dnieper) y Eslavoserbia (al este del Dnieper a lo largo de la línea fronteriza con Ucrania).
En 1764, el territorio de despliegue de los regimientos de húsares del cuerpo militar novoserbio, que incluía a toda la población masculina local y se transformó en la provincia de Novorossiysk, que incluía Eslavoserbia y la línea ucraniana. La Zarina Catalina II la llamó Novorrusia, lo que significa que era una nueva tierra junto con la Gran Rusia y la Rusia Menor. Inicialmente, Novorrusia cubría el territorio del Distrito de Bajmut, los regimientos de Mýrhorod y Poltava (del Hetmanato Cosaco). Desde 1765, el centro de la provincia fue Kremenchuk.
Desde finales del siglo XVIII, el desarrollo de Novorrusia fue acelerado bajo el liderazgo del Príncipe Potemkin, que tenía poderes casi ilimitados para esta tarea otorgados por la Zarina Catalina II. Bajo su mando, la Región de Zaporiyia fue anexada a Novorrusia y, en 1776, se ha iniciado la construcción de un nuevo centro: Yekaterinoslav (hoy Dnipró).
Las tierras se concedieron generosamente a la nobleza rusa (dvoryanstvo) y se trasladó a campesinos rusos y ucranianos, en régimen de servidumbre, para cultivar lo que hasta entonces era una estepa escasamente poblada. También vinieron colonos extranjeros invitados por la Zarina Catalina II, de Alemania (los cuales se conocerían como alemanes del mar Negro), Prusia (menonitas de Rusia), Polonia, Italia, Grecia, Serbia y otros países.
Desde 1754 se fundaron nuevas ciudades como Kirovogrado, Novorossiysk, Yekaterinoslav (actual Dnipró), Nikoláyev (Mykoláiv), Jersón, Mariúpol, Melitópol y Odesa. En términos actuales, comprende las provincias ucranianas (óblasts) de Donetsk, Lugansk, Dnipropetrovsk, Zaporiyia, Mykoláiv, Jersón, Odesa, parte del Óblast de Kirovogrado y Crimea; en Rusia, la provincia de Rostov del Don, el krai de Krasnodar, el krai de Stávropol, y la República Autónoma de Adigueya; y la región de Transnistria en la República de Moldavia.
En 1778, Jersón se convirtió en la ciudad más al suroeste de Novorrusia y, en 1783, Novorrusia fue anexada a Crimea. Entre 1764 y 1783, existió una gobernación de Novorrusia, cuando el territorio pasó a formar parte del Virreinato de Yekaterinoslav.
El 12 de diciembre de 1796, el Zar Pablo I publicó un decreto, que revivió la Provincia de Novorrusia con su centro en Novorossiysk (nuevo nombre para la ciudad antes llamada Yekaterinoslav), donde las principales ciudades de la Provincia eran: Bakhmut, Novorosiysk, Kropivnitski, Konstantingrado, Mariúpol, Olviopol, Pavlogrado, Perekop, Rostov del Don, Simferópol, Tiráspol y Jersón. Sin embargo, en 1802, mediante un decreto del Zar Alejandro I, esta provincia fue dividida y surgieron las Provincias de: Nicolaiev, Yekaterinoslav y Táurida. En 1803, la Provincia de Nikolaev pasó a llamarse Jersón.
En 1805, se formó la Gobernación General de Novorossiysk-Besarabia, con su centro administrativo en Odesa. Armand Emmanuel du Plessis, el Duque de Richelieu, fue uno de sua primeros gobernadores. Esta Gobernación General existió hasta 1873, su último gobernador fue Pavel Kotzebue, quien gobernó la región hasta 1874.
En la década de 1860, ya había más de 10 vías férreas en todo el territorio de Novorrusia y se ha acelerado el desarrollo de la cuenca carbonífera de Donetsk. Desde la década de 1880, comenzó el desarrollo de depósitos de manganeso cerca de Níkopol y de mercurio cerca de Nikitovka y el depósito de mineral de hierro de Krivói Rog.
En 1865, se fundó en Odesa la Universidad Imperial Novorossiysk.
En 1902, había 20 plantas metalúrgicas, se construyeron varias plantas de construcción de maquinaria y de otros tipos, y la construcción naval se estaba desarrollando activamente en Odesa, Nikolaev y Jersón. Además, la agricultura ocupó un lugar importante.

### Era soviética
Después de la Revolución de Octubre, el 31 de octubre (13 de noviembre) de 1917, la Rada Central Ucraniana, entre otros territorios, extendió el poder de esta Gobernación General -ahora conocida como: "Secretaría General"- a Jersón, Yekaterinoslav y a las regiones del norte de la Provincias de Táuride. El 7 (20) de noviembre, la Tercera Universal de la Rada Central proclamó la creación de la República Popular Ucraniana, que incluía territorios en los que la mayoría de la población eran ucranianos, incluidas las provincias de Jersón y Yekaterinoslav y los condados del norte de Táuride (sin Crimea). 
Entre diciembre de 1917 y enero de 1918, tuvo lugar una lucha por el poder entre los partidarios del poder soviético y las fuerzas armadas de la Rada Central, que terminó con el establecimiento del poder soviético. Sin embargo, ya en febrero-marzo de 1918, la región del norte del Mar Negro, como el resto del territorio de la República Popular Ucraniana, fue ocupada por tropas austro-alemanas, que permanecieron aquí hasta noviembre de 1918.
En 1919-1920, la Rusia del Sur (una entidad estatal autónoma en los territorios controlados por las Fuerzas Armadas de la Guardia Blanca del Sur de Rusia), estaba dividida administrativamente en cuatro regiones, una de las cuales era la Región de Novorrusia con el centro en Odesa (las otras tres eran: Járkov, la región de Kiev y la región del Cáucaso Norte).
En 1919, destacamentos makhnovistas operaban en el territorio de Novorrusia (región de Ekaterinoslav y norte de Taurida).
Durante la hambruna de 1921-1923 y la hambruna de 1932-1933, murieron varios millones de personas, principalmente en zonas rurales. 
En los años 1920-1930, en los territorios de Novorusia con población predominantemente no rusa, se llevó a cabo una política que valorizó elementos de la lengua y de la cultura de las nacionalidades que vivían en estas tierras (ucranianos, alemanes, griegos, búlgaros, etc.) (korenización). Sin embargo, a finales de la década de 1930, se reanudó la rusificación.
Durante la Segunda Guerra Mundial y después de su fin, muchos colonos alemanes, tártaros de Crimea y griegos fueron desalojados a Siberia, Kazajistán y Uzbekistán.
Como resultado de la Rusificación de Ucrania llevada a cabo durante la era soviética:
- la proporción de hablantes de ucraniano en la población disminuyó significativamente, mientras que la proporción de hablantes de ruso aumentó;[17]
- entre 1959 y 1989, la proporción de quienes consideran el ucraniano su lengua materna en la población de la República Socialista Soviética de Ucrania, disminuyó del 73,0%[18] al 64,7%;[19]
- Particularmente notable fue la reducción del porcentaje de quienes consideran el ucraniano su lengua materna en las regiones del sur y del este:[17]
  - en la Región de Lugansk - en un 15,6% (de 50,5% a 34,9%);
  - en la Región de Donetsk - en un 13,8 % (del 44,4% al 30,6%);
  - en la Región de Zaporiyia - en un 11,7% (del 61,0% al 49,3%);
  - en la Región de Jarkov - un 10,7% (de 61,2% a 50,5%);
  - en la Región de Dnipropetrovsk - un 10,6% (de 72,1% a 61,5%);
  - en la Región de Nicolaiev - un 9,2% (de 73,4% hasta el 64,2%); y
  - en la Región de Jersón - un 8,0% (del 75,7% hasta el 67,7%).

## Política
En materia política, la parte de la población que vive en estas regiones (especialmente en Donbás) tiene una orientación prorrusa, e incluso en las partes que no están hoy incluidas en la Federación de Rusia el idioma ruso es el predominante. En las elecciones parlamentarias de 2006 en Ucrania, el Partido de las Regiones (prorruso) consiguió la mayoría en las provincias que están en lo que fue Nueva Rusia. En Moldavia, la región llamada Transnistria declaró su independencia (sin reconocimiento internacional) en 1990. El idioma oficial de esta región separatista es el ruso, moldavo y ucraniano y, estando respaldada por Rusia, tiene una orientación prorrusa. Todas estas regiones muestran también un alto porcentaje de población étnicamente rusa.

## Demografía
Conforme a la información oficial del censo del 2001, 14.273.000 ciudadanos ucranianos tienen el ruso como lengua materna, representando el 29,6 % de la población del país. De ellos, étnicamente rusos son solo el 56 %, mientras que el resto representan otras nacionalidades:
- 5.545.000 ucranianos
- 172.000 bielorrusos
- 86.000 judíos
- 81.000 griegos
- 62.000 búlgaros
- 46.000 moldavos
- 43.000 tártaros
- 43.000 armenios
- 22.000 polacos
- 21.000 alemanes
- 15.000 tártaros de Crimea
- y también representantes de otras etnias.

### Idiomas
Muchos ciudadanos de Ucrania, que se consideran nativos de otra lengua, por diferentes motivos utilizan el ruso en casa o en el trabajo. La mayoría de los ciudadanos dominan la lengua rusa en una u otra medida.
El idioma ruso tiene difusión mayor en las regiones oriental y meridional, donde es más habitual que el propio ucraniano para el 92%[cita requerida] de los ciudadanos. De los datos del Instituto Internacional Sociológico de Kiev, la población rusoparlante está en absoluta mayoría en las regiones del sur y oriente de Ucrania.
- Crimea (desde 2014 anexionada por Rusia) — 97% de toda la población (77% como lengua materna)
- Óblast de Dnipropetrovsk — 72 % (32 % como lengua materna)
- Óblast de Donetsk (desde 2014  República Popular de Donetsk) — 93 % (74,9 % como lengua materna)
- Óblast de Zaporiyia — 81 % (48,2 % como lengua materna)
- Óblast de Lugansk (desde 2014  República Popular de Lugansk,) — 89 % (68,8 % como lengua materna)
- Óblast de Mykoláiv — 66 % (29,3 % como lengua materna)
- Óblast de Odesa — 85 % (41,9 % como lengua materna)
- Óblast de Járkov — 74 % (44,3 % como lengua materna)

El ruso prevalece como lenguaje de uso cotidiano incluso en la capital de Ucrania, Kiev.